# ご愁傷さま二ノ宮くん
『ご愁傷さま二ノ宮くん』（ごしゅうしょうさまにのみやくん）は、鈴木大輔による日本のライトノベルおよびそれを原作としたメディアミックス作品。略称は「二ノ宮くん」。第16回ファンタジア長編小説大賞佳作受賞作。富士見ファンタジア文庫（富士見書房）にて2004年9月から2009年1月まで刊行された。

## ストーリー
世界各国を飛び回っている両親と放浪癖のある姉。4人家族なのに、なぜか丘にある大きな一軒家で一人暮らしをする高校生・二ノ宮峻護の元にとある兄妹が押しかけて来る。しかし、この2人には重大な秘密があった。兄・月村美樹彦はインキュバス、妹・月村真由はサキュバスと、他者から精気を得なければ生活出来ないという、とてつもなくやっかいな体質を持っていた。兄妹は峻護の姉・二ノ宮涼子と美樹彦が旧知の仲であったため、一人暮らしをする峻護の意見を軽く無視して、共同生活を開始する。さらに真由にはサキュバスの他にサキュバスとしては考えられない男性恐怖症といった体質も持っているため、これまた涼子と美樹彦は峻護の意見を完全に無視して、真由の男性恐怖症克服のためのパートナーとして彼を抜擢する。
そこに峻護と真由の通う学校の生徒会長・北条麗華を加えた三角関係が展開するというときめき吸愛ファンタジー。

## 登場人物
担当声優は2006年のラジオドラマ版 / テレビアニメ版の順に記載。一人しか記載がない場合は、テレビアニメ版での配役。
二ノ宮 峻護（にのみや しゅんご）
声 - 寺島拓篤 / 間島淳司、高垣彩陽（幼少時代）
本作の主人公。鬼ノ宮（きのみや）の一族の末裔。身長185cm、体重70kg、体脂肪率10％。
神宮寺学園に通う高校1年生。本場のガードマンを蹴散らすほどの戦闘能力を持つが、光流には全く歯が立たない。血筋や過去の経験から、サキュバスの精気吸引能力にある程度耐性があり、真由に触れられる数少ない男性。二ノ宮家では（主に姉の）奴隷であり、1年A組からは共通のおもちゃ(性的な奴隷？)扱いだが、女子からの人気は高い。住み込みメイドの麗華がいるのに「先輩に悪い」という感情と涼子からの強制で二ノ宮家の家事全般を勤め、すでにプロ並の腕前を持つ。まさに世界中の不運を背負って立つ男。性格は今時珍しいほどに硬派。真由とは同じクラスになる。幼いころ、真由とキスをした（精気を吸引された）ことによるショックで過去の記憶（真由の出会い、麗華との同棲など）をほとんど失っているが、徐々に思い出し始めている模様。なお、この際に「神精」と呼ばれる精気を必要としないインキュバスになったと思われるが、詳細は長編最終巻のクライマックスに明かされることとなる。

月村 真由（つきむら まゆ）
声 - 後藤邑子 / 門脇舞以、庄司宇芽香（幼少時代）
本作のヒロインの一人。転校初日から学園中の男子生徒を魅了するほどの美少女だが、実は重度の男性恐怖症のサキュバス。
幼いころに峻護とキスして瀕死にさせたことが男性恐怖症の原因。峻護のことが好きだが、気弱で元々男性が苦手なので想いを打ち明けられずにいる。真由のサキュバスとしての精気吸引能力は通常とは違い、肌に触れるだけで際限なく精気を吸収出来るが、その力を全くコントロールできないために峻護や美樹彦以外の男性が触れると卒倒させてしまう。実は昔のスポ根物の漫画が好き。料理等は結構得意（ただし、アニメでは下手）。継群（つぎむら）の一族。アニメでは幼いころの月村真由は北条麗華以上に勝気で少年グループを蹴り飛ばすぐらいのヤンチャだったらしい。
長編第8巻でもう一人の人格である「彼女」に自分の願いを託した。その時、峻護のことが大好きだと悟った。

北条 麗華（ほうじょう れいか）
声 - 松岡由貴 / 沢城みゆき
本作ヒロインの一人。ツンデレキャラ。
世界的な企業・北条コンツェルンの一人娘かつ次期総帥、そして神宮寺学園生徒会長で全校生徒のあこがれの的。峻護、真由の先輩だが、涼子の策略により二ノ宮家専属住み込みメイドとして日給200円で働くはめに。実はサキュバス体質を持ち、本人は気づいていないが長編第2巻で覚醒。10年前、家出した際、峻護に助けられ、短い間だが同棲したことがある。その時交わした「峻護を超える人間になって再会する」という「約束」を信じ10年間努力してきた。しかし、当の峻護はその「約束」は忘れている（ただし、これは真由とのキスで死にかけたことによるショックが原因であり、彼だけの責任ではない）。峻護のことが好きだが、自分でそれを認めることができずに葛藤する日々。涼子、美樹彦、付き人の光流に遊ばれている。格闘に関してもしのぶから手ほどきを受け、半人前といった所。（アニメ第8話では、空気が読めないところがある）原作でも作者にいじられやすいキャラになってしまった。五条（ごじょう）の一族。

「彼女」(かのじょ)
長編第2巻で麗華が覚醒した際に現れた人格。性格は麗華と全く異なる。神戎のことについても何もかも知っているかのような口調で話す。アニメでは第5話に一時的に登場し終盤の第10話にて覚醒する。北条麗華に潜む闇(もう一人の別人格の北条麗華)。その正体は幼いころの辛い記憶や自分の弱さの心から生み出された人格。最期は自分の弱さを受け入れることで消滅した。

保坂 光流（ほさか みつる）
声 - 猪口有佳 / 宮田幸季
麗華の付き人。峻護、真由、麗華と同様神宮寺学園の生徒。常に陰日向に麗華を助けるのが仕事であるため、峻護以上の戦闘能力やその他隠密としてのスキル等を持つ。また、彼の血族は北条の護衛を主としており、そのため、分家の分家でも相当な戦闘能力がある（もっとも、2人掛かりでも峻護には勝てない程度だが）。本人の一番の楽しみは「麗華を弄って反応を楽しむこと」であり、麗華を助けると同時に遊んでもいるが、度が過ぎて時々麗華に瀕死状態にまで追い込まれたことも。神戎の事はある程度知っているようで、涼子や美樹彦の腹を探るために、逆鱗に触れない程度に峻護たちにプロの部隊をけしかける等の行為も行っている。涼子、美樹彦にある程度対等に話すことの出来る数少ない人物。麗華が二ノ宮家に住み込んだために、共に二ノ宮家で生活している。アニメの最後では北条麗華(彼女)の命で二ノ宮峻護に戦いに挑むが、月村真由の捨て身の援護により敗北した。
二ノ宮 涼子（にのみや りょうこ）
声 - 進藤尚美 / 根谷美智子
峻護の姉。世界レベルで顔が利く仕事から休日の過ごし方に至るまで一切不明かつ予測不可能。美人でスタイル抜群。真由の男性恐怖症においての二ノ宮家御法度の製作者。真由を温かく見守り、峻護をおちょくり、麗華をこき使ったり同性愛の世界に引き込んだりして楽しんでいる。元は山師だったが、今は峻護たちの通う神宮寺学園の保健医。鬼ノ宮の一族。アニメ版での愛用銃はFN P90。
月村 美樹彦（つきむら みきひこ）
声 - 平川大輔 / 成田剣
真由の兄。精気を必要としないインキュバス。
長身かつ美形だが、涼子同様世界に通用する仕事はどこぞの国の大統領の娘の相手をしたりと、行動と共に全てが謎で変態な男。真由に直接触れることのできる男性。男性恐怖症のため直接男性から精気を吸引出来ない真由のために、文字通り肌を重ねることで分け与えている。真由の男性恐怖症を直そうと真剣だが、どこか楽しんでいる模様。麗華を加えた三角関係には（特に麗華から峻護への行動に）ちょっかいを出して楽しんでいる。今は神宮寺学園の用務員。継群の一族。
霧島 しのぶ（きりしま しのぶ）
声 - 千葉紗子
麗華の家のメイド長。幼馴染でもあり麗華に護身術を教えた。麗華とつりあわない峻護を抹殺しようとしている。

綾川 日奈子（あやかわ ひなこ）
声 - 明坂聡美
峻護と真由のクラスメイトで、クラスの女子生徒のリーダー格。クラスの中で孤立していた真由を「いい子」であると証明するために、街へ誘って遊ぼうとするなど優しい性格。また自立心が大変強く、実家は様々な事業を展開する日本ではかなり有名な企業グループだが、その力に頼ろうとせず節約が一種の趣味となっている。麗華のファン。趣味は峻護にセクハラすること（もっとも、これは真由以外の1年A組女子ほぼ全員に言えることだが）。
吉田 平介（よしだ へいすけ）
声 - 近藤隆
峻護と真由のクラスメイト。

井上 太一（いのうえ たいち）
声 - 保志総一朗
峻護と真由のクラスメイト。

甲本 陽一（こうもと よういち）
声 - 石上裕一
神宮寺学園生徒会副会長。
奥城 いろり（おくしろ いろり）
声 - 綱掛裕美
サキュバス。峻護のクラスメイトであり、彼と同じ修学旅行実行委員となる。修学旅行の際に一族の命令で、峻護を手に入れようと迫るが失敗。実は養子であり、旧姓は萩小路。「自覚ある神戎」でフェロモンを制御することが出来る。戦闘能力はかなり高い。央条（おうじょう）の一族。アニメでは原作より早く登場した。修学旅行にて二ノ宮峻護にキス(接吻)をし同時に峻護の精気を吸収(疲労程度)した。たすくとは恋愛関係。
奥城 たすく（おくしろ たすく）
声 - 遊佐浩二
インキュバス。神宮寺学園の生徒にして、峻護達と同学年。いろりと協力して修学旅行の際に真由を手に入れようと企むが失敗。本家の五男で、ひそかに次期当主の座を狙っている。アニメでは過去に峻護と面識があり恨んでいる。戦闘力はいろりと互角。央条の一族。配下に忍びの集団を従えているが、その集団は日奈子にバットで叩かれ、他生徒に捕らえられる程弱い。いろりとは恋愛関係。
仲丸 ゆきえ（なかまる ゆきえ）
声 - 庄司宇芽香
峻護と真由のクラス担任教師。愛車はホンダ・Z360。塗色は『ジャンボーグA』に登場するジャンカーZ（ジャンボーグ9に変身する前の姿）と同じ塗色。

## 用語
神戎十氏族（かむいじゅっしぞく）
日本を遥か昔から操る十の神戎の血族。神戎とはサキュバスあるいはインキュバスが持つ能力のこと。本当の名を隠しており、現在二ノ宮、月村以外の氏族は衰弱しつつあり、涼子と美樹彦は彼らに交渉を持ちかけている。
現在出てきている十氏族は二ノ宮（隠し名は鬼ノ宮）、月村（隠し名は継群）、北条（隠し名は五条）、奥城（隠し名は央条）の四氏族。
神精（しんせい）
精気を必要としないサキュバスまたはインキュバスで、その力は全ての能力で他の神戎を圧倒し、その力を手にすれば全ての神戎の頂点に立てるとまでいわれているが、詳細は不明とされている。

## 既刊一覧

### 小説

#### 長編
| 巻数 | タイトル               | 発売日         | ISBN              |
| ---- | ---------------------- | -------------- | ----------------- |
| 1    | ご愁傷さま二ノ宮くん1  | 2004年9月18日  | 4-8291-1644-7     |
| 2    | ご愁傷さま二ノ宮くん2  | 2005年2月19日  | 4-8291-1688-9     |
| 3    | ご愁傷さま二ノ宮くん3  | 2005年5月20日  | 4-8291-1722-2     |
| 4    | ご愁傷さま二ノ宮くん4  | 2005年10月20日 | 4-8291-1722-2     |
| 5    | ご愁傷さま二ノ宮くん5  | 2006年5月20日  | 4-8291-1829-6     |
| 6    | ご愁傷さま二ノ宮くん6  | 2006年11月18日 | 4-8291-1872-5     |
| 7    | ご愁傷さま二ノ宮くん7  | 2007年4月20日  | 978-4-8291-1922-8 |
| 8    | ご愁傷さま二ノ宮くん8  | 2007年10月20日 | 978-4-8291-1971-6 |
| 9    | ご愁傷さま二ノ宮くん9  | 2008年6月20日  | 978-4-8291-3301-9 |
| 10   | ご愁傷さま二ノ宮くん10 | 2008年9月20日  | 978-4-8291-3333-0 |

#### 短編
| 巻数 | タイトル                  | 初版発行日（発売日）       | ISBN              |
| ---- | ------------------------- | -------------------------- | ----------------- |
| 1    | おあいにくさま二ノ宮くん1 | 2006年1月25日（1月20日）   | 4-8291-1791-5     |
| 2    | おあいにくさま二ノ宮くん2 | 2007年7月25日（7月20日）   | 978-4-8291-1946-4 |
| 3    | おあいにくさま二ノ宮くん3 | 2007年9月25日（9月20日）   | 978-4-8291-1964-8 |
| 4    | おあいにくさま二ノ宮くん4 | 2007年11月25日（11月20日） | 978-4-8291-1982-2 |
| 5    | おあいにくさま二ノ宮くん5 | 2007年12月25日（12月20日） | 978-4-8291-1991-4 |
| 6    | おあいにくさま二ノ宮くん6 | 2008年3月25日（3月19日）   | 978-4-8291-3272-2 |
| 7    | おあいにくさま二ノ宮くん7 | 2009年1月25日（1月20日）   | 978-4-8291-3371-2 |

### 漫画
| 巻数 | タイトル              | 発売日        | ISBN              |
| ---- | --------------------- | ------------- | ----------------- |
| 1    | ご愁傷さま二ノ宮くん1 | 2007年10月4日 | 978-4-04-712510-0 |
| 2    | ご愁傷さま二ノ宮くん2 | 2008年1月7日  | 978-4-04-712528-5 |
| 3    | ご愁傷さま二ノ宮くん3 | 2008年6月5日  | 978-4-04-712552-0 |
| 4    | ご愁傷さま二ノ宮くん4 | 2008年10月7日 | 978-4-04-712569-8 |

### 関連書籍
| タイトル                      | 発売日        | ISBN              |
| ----------------------------- | ------------- | ----------------- |
| 二ノ宮くん画集 高苗京鈴‐WORKS | 2008年7月18日 | 978-4-8291-7669-6 |

## ラジオドラマ
2006年6月25日から同年7月23日まで、『富士見ティーンエイジファンクラブ』内でこの作品を基にしたラジオドラマが放送された。全5回。
また、同年12月には放送内容などを収録したドラマCDが発売された。通販のみ受付のFUJIMI限定版と一般流通版がある。
2007年10月7日から、同じ番組内でテレビアニメの開始を受け新作ラジオドラマ「ご愁傷さま二ノ宮くん ラジオ劇場」が放送中。
2作目の出演者はアニメと同じだが、1作目はそれらと全て異なる。

## アニメ
2007年10月よりアニメスピリッツ枠各局、2008年1月よりBS11デジタルにて放送。全12話。
2007年に角川エンタテインメントより単巻DVDの限定版と通常版が発売された。同社より、2009年に「ご愁傷さま二ノ宮くん DVD-BOX」が、2012年に「ご愁傷さま二ノ宮くんBlu-ray もっとサキュバスBOX」も発売されている。
また、CDもリリースされていて、2007年にオープニングテーマ＆エンディングテーマのCDの他にオリジナル・サウンドトラックが、2009年に キャラクターソング・アルバムが発売された（いずれも日本コロムビアより）。

### スタッフ
- 原作 - 鈴木大輔[5]（「月刊ドラゴンマガジン」連載、「月刊ドラゴンエイジ」連載、富士見ファンタジア文庫刊）
- キャラクター原案 - 高苗京鈴[5]
- 監督 - 吉川浩司[5]
- シリーズ構成 - 渡辺陽[5]
- キャラクターデザイン・総作画監督 - 大河原晴男[5]
- ゲストキャラデザイン - 柳伸亮
- 衣装デザイン - 渡辺敦子[5]
- プロップデザイン - 小川浩[5]
- 美術監督 - 前田実[5]
- 色彩設計 - 大西峰代[5]
- 撮影監督 - 田中浩介[5]
- 編集 - 櫻井崇[5]
- 音響監督 - 岩浪美和[5]
- 音楽 - 亀山耕一郎[5]
- プロデューサー - 今本尚志[5]、鈴木智子[5]、武智恒雄[5]、原田由佳[5]
- アニメーション制作 - AICスピリッツ[5]
- 製作 - ご愁傷さま二ノ宮くん製作委員会[7]

### 主題歌
オープニングテーマ「ユビキリ」（第1話 - 第11話）
作詞・作曲 - 三浦誠司 / 編曲 - Funta / 歌 - 月村真由（門脇舞以）&北条麗華（沢城みゆき）
- 第12話はオープニングテーマ無し。挿入歌として使用した。

エンディングテーマ「ふれふれっぽんぽん!」（第3話 - 第12話）
作詞 - 三重野瞳 / 作曲・編曲 - 竹中文一 / 歌 - 月村真由（門脇舞以）&北条麗華（沢城みゆき）
- 第1話・第2話では本編シーンの縮小画面と共にスタッフ・キャストクレジットを表示した（エンディングテーマ無し）。
- DVDは第1話・第2話共にエンディングテーマあり。

### 各話リスト
| 話数 | サブタイトル     | アバンタイトル  | 脚本             | 絵コンテ          | 演出       | 作画監督                                       |
| ---- | ---------------- | --------------- | ---------------- | ----------------- | ---------- | ---------------------------------------------- |
| 1    | キスしちゃえよ   | 峻護 特訓す     | 渡辺陽           | 吉川浩司          | 杉山慶一   | 河野悦隆 中島美子                              |
| 2    | 押しかけちゃえよ | 真由 ころころす | 渡辺陽           | 高本宣弘          | 福多潤     | 青井清年 野田めぐみ                            |
| 3    | 街へでようよ     | 麗華 くるくるす | ラスプーチン矢野 | 別所誠人          | 別所誠人   | 佐野陽子 百瀬恵美子                            |
| 4    | 留守番しようよ   | 真由 執筆す     | 渡辺陽           | 高橋滋春          | 熨斗谷充孝 | 砂川正和                                       |
| 5    | 海へいこうよ     | 麗華 長蛇成す   | ラスプーチン矢野 | さゆみれい 川島宏 | 白石道太   | 北村友幸 佐藤修                                |
| 6    | 思い出してよ     | 真由 断れず     | 渡辺陽           | 博多正寿          | 森宮崇佳   | 野田めぐみ 河野悦隆                            |
| 7    | 元気だしてよ     | 麗華 策を労す   | ラスプーチン矢野 | 高本宣弘          | 阿部雅司   | 石本英治 川村幸祐                              |
| 8    | 食べさせてよ     | 真由 胸を隠す   | 鈴木大輔         | 博多正寿          | 熨斗谷充孝 | 砂川正和                                       |
| 9    | 奪っちゃえよ     | しのぶ 逆ギレす | 渡辺陽           | 川島宏            | 白石道太   | 清水勝祐 浦和文子                              |
| 10   | 遊びにいこうよ   | 日奈子 嫉妬す   | ラスプーチン矢野 | 影山楙倫          | 堤雄一郎   | 深沢謙二 奈良岡光 青井清年                     |
| 11   | 逃げないでよ     | 涼子 潜入す     | 渡辺陽           | 別所誠人          | 別所誠人   | 河野悦隆                                       |
| 12   | 歩き出そうよ     | -               | 渡辺陽           | 博多正寿          | 吉川浩司   | 石本英治 佐野陽子 奈良岡光 深沢謙二 杉藤さゆり |

### 放送局
| 放送地域 | 放送局       | 放送期間                       | 放送日時           | 放送区分       |
| -------- | ------------ | ------------------------------ | ------------------ | -------------- |
| 福岡県   | TVQ九州放送  | 2007年10月3日 - 12月19日       | 水曜 27:38 - 28:08 | テレビ東京系列 |
| 埼玉県   | テレ玉       | 2007年10月4日 - 12月20日       | 木曜 25:30 - 26:00 | 独立UHF局      |
| 奈良県   | 奈良テレビ   | 2007年10月4日 - 12月20日       | 木曜 25:30 - 26:00 | 独立UHF局      |
| 北海道   | テレビ北海道 | 2007年10月4日 - 12月20日       | 木曜 26:30 - 27:00 | テレビ東京系列 |
| 千葉県   | チバテレビ   | 2007年10月4日 - 12月20日       | 木曜 26:30 - 27:00 | 独立UHF局      |
| 東京都   | TOKYO MX     | 2007年10月4日 - 12月20日       | 木曜 26:30 - 27:00 | 独立UHF局      |
| 京都府   | KBS京都      | 2007年10月5日 - 12月21日       | 金曜 26:00 - 26:30 | 独立UHF局      |
| 神奈川県 | tvk          | 2007年10月6日 - 12月22日       | 土曜 27:30 - 28:00 | 独立UHF局      |
| 群馬県   | 群馬テレビ   | 2007年10月7日 - 12月23日       | 日曜 25:30 - 26:00 | 独立UHF局      |
| 福井県   | 福井テレビ   | 2007年10月11日 - 2008年1月10日 | 木曜 25:20 - 25:50 | フジテレビ系列 |
| 長野県   | 信越放送     | 2007年10月12日 - 12月28日      | 金曜 26:45 - 27:15 | TBS系列        |
| 熊本県   | 熊本放送     | 2007年10月29日 - 2008年1月21日 | 月曜 26:20 - 26:50 | TBS系列        |
| 日本全国 | BS朝日       | 2007年11月5日 - 2008年1月28日  | 月曜 26:00 - 26:30 | BS放送         |

| アニメスピリッツ            | アニメスピリッツ     | アニメスピリッツ             |
| 前番組                      | 番組名               | 次番組                       |
| --------------------------- | -------------------- | ---------------------------- |
| 風のスティグマ （風の聖痕） | ご愁傷さま二ノ宮くん | H2O -FOOTPRINTS IN THE SAND- |